# Convento Santa María de Gracia (Jerez de la Frontera)
El convento de Santa María de Gracia es un convento católico situado en Jerez de la Frontera (Andalucía, España). Habitan en él las Agustinas Ermitañas (conocidas como "Hermanas de la Cruz"), donde veneran a Santa Rita, que ha dado lugar a que el convento se conozca popularmente como Convento de Santa Rita.

## Valor artístico
- Niño Jesús del coro de la iglesia (siglo XVII)[1]

Desde 2018 se monta un belén napolitano en Navidad.

## Dulces

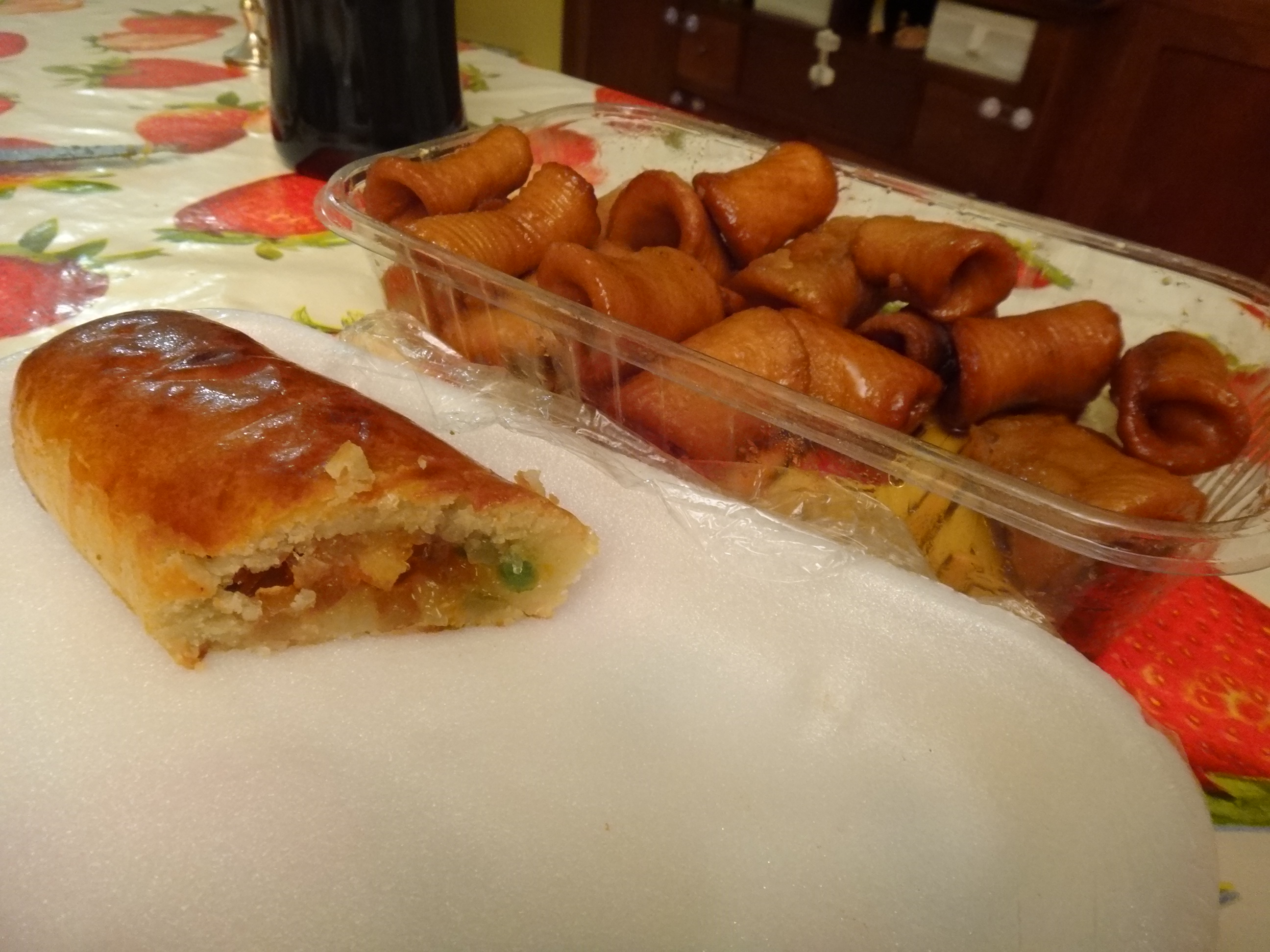
Pan de Cádiz y pestiños del convento

El convento es famoso por sus dulces, especialmente en Navidad

## Hermandad del Cristo del Amor
El Convento tiene una gran relación con dicha Hermandad, ya que la misma permaneció en el Convento entre los años 1982 y 1987. En algunas ocasiones la Hermandad ha celebrado actos en este Convento, como por ejemplo los celebrados por el 75 aniversario fundacional de la misma. También cuando las imágenes han tenido que abandonar su capilla por reformas en la misma, estas han ido hacia este Convento.
Todos los años, el jueves previo al primer viernes de marzo, la imagen del Señor Cautivo visita a las Hermanas de Santa María de Gracia en el rezo del Santo Vía Crucis. También lo hacen los más pequeños de la Hermandad cuando por el mes de junio procesionan a la Santísima Virgen de la Palma, una pequeña talla que posee la corporación.

## Sucesos

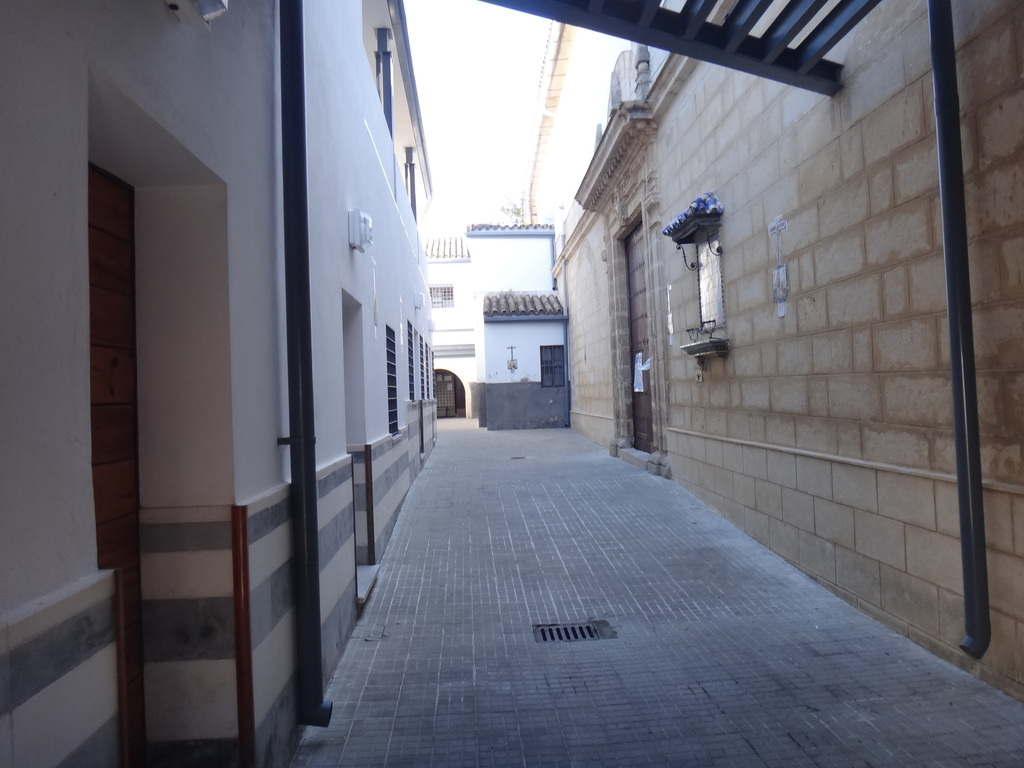
Patio a la entrada del convento

En 1784 un grupo de catorce monjas se rebeló contra su abadesa y se refugió durante un año en el Convento de San Cristóbal.
En la noche del 18 de enero de 2015 el convento sufrió un intento de atentado probablemente relacionado con los sucesos de Charlie Hebdo. Sin embargo, meses después la investigación policial concluyó que fue una falsa denuncia de un exagente de policía.